# Stadion (metropolitana di Stoccolma)
Stadion è una stazione della metropolitana di Stoccolma.
Situata sul territorio della circoscrizione di Östermalm, la fermata è posizionata sul percorso della linea rossa T14 della rete metroviaria locale tra le stazioni Östermalmstorg e Tekniska högskolan.

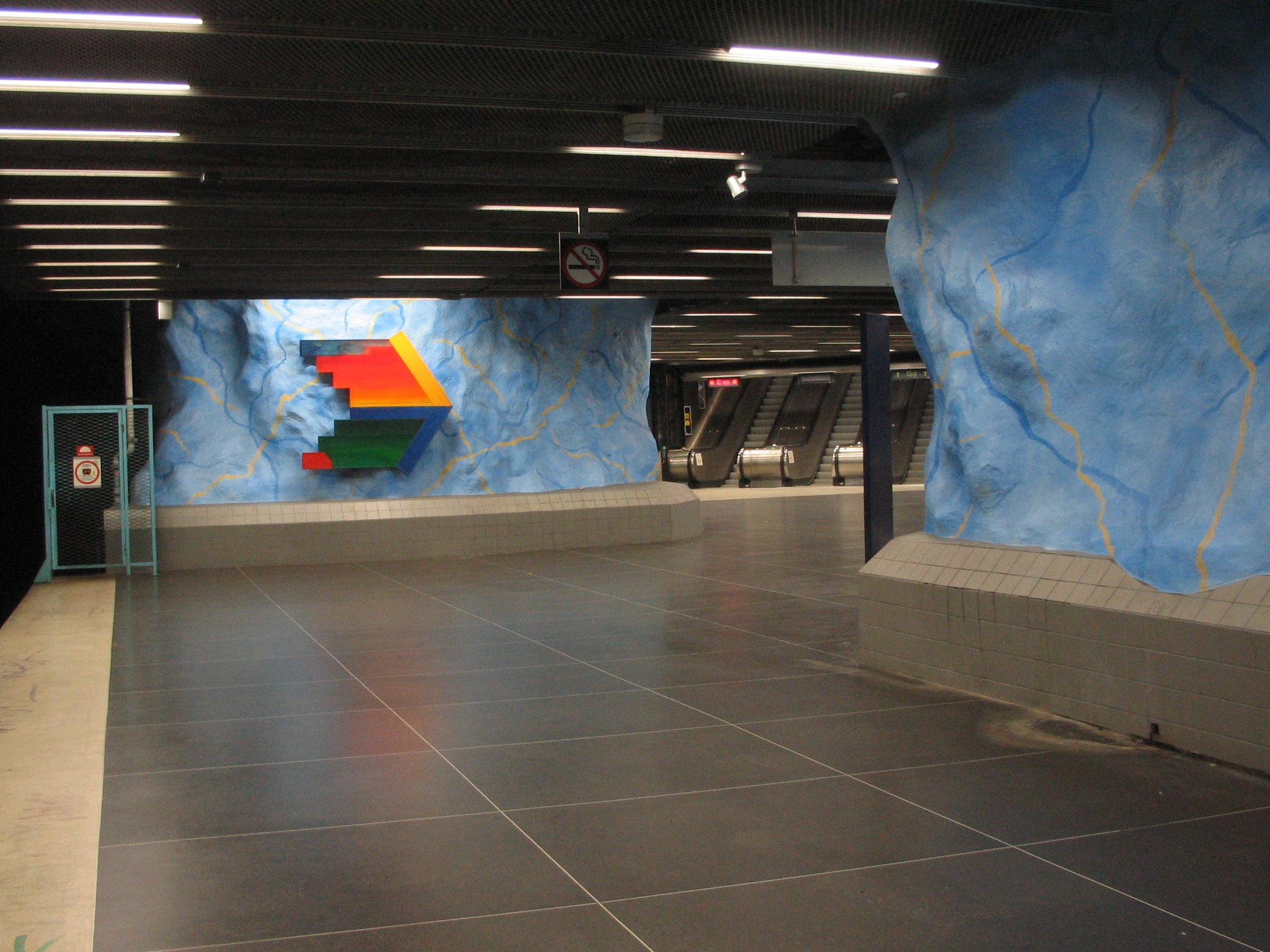
Veduta degli interni.

La sua apertura ufficiale avvenne il 30 settembre 1973, stesso giorno in cui fu inaugurata anche l'adiacente fermata di Tekniska högskolan.
La piattaforma è situata ad una profondità di 25 metri sotto il livello del suolo, ed è accessibile da due biglietterie distinte. Il colore dominante all'interno è l'azzurro, con sfaccettature che richiamano le tinte dell'arcobaleno. Alcune decorazioni interne furono curate dagli artisti Enno Hallek e Åke Pallarp, mentre la progettazione fu affidata agli architetti Michael Granit e Per H. Reimers. Nel 1973, la stazione Stadion congiuntamente con quella di Tekniska högskolan ha ottenuto il premio Kasper Salin, riconoscimento assegnato dall'associazione degli architetti svedesi ad edifici o progetti di elevato standard architettonico.
Oltre ad essere nelle vicinanze dell'Accademia musicale Reale, la fermata si trova a ridosso dello Stockholms Olympiastadion (comunemente chiamato Stockholms Stadion) da cui prende origine la denominazione della stazione stessa. Questo stadio non è tuttavia da confondere con altri impianti della capitale, come il Råsunda o il Söderstadion.
Circa 8.400 persone la utilizzano mediamente durante un normale giorno feriale.

## Tempi di percorrenza
| Linea | Capolinea     | Tempo  | Stazione                                                  | Tempo                          |
| T14   | Fruängen      | 23 min | Östermalmstorg T-Centralen Gamla stan Slussen Liljeholmen | 3 min 5 min 7 min 8 min 15 min |
| T14   | Mörby centrum | 11 min | Östermalmstorg T-Centralen Gamla stan Slussen Liljeholmen | 3 min 5 min 7 min 8 min 15 min |